# PMV (Venezia)
PMV (Società per il Patrimonio della Mobilità Veneziana) è una società partecipata dal Comune di Venezia per il 67,54%. La Provincia di Venezia possiede il 19,01% mentre il Comune di Chioggia possiede il 9,41%. Le rimanenti quote sono suddivise tra alcuni comuni della provincia di Venezia.

## Storia
La società PMV-Società del Patrimonio per la Mobilità Veneziana è nata il 26 novembre 2003 come scorporo da Actv (gestore del trasporto pubblico nel comune di Venezia e provincia) al fine di separare la gestione delle proprietà delle infrastrutture del trasporto pubblico dall'esercizio del trasporto pubblico. A PMV è stato affidato anche il ramo aziendale Progetti speciali dell'ACTV nel quale era compreso la costruzione della tranvia di Mestre.
È stata chiusa il 1 dicembre 2017.

## Competenze
Le competenze di PMV sono divise in tre settori:
- Settore terraferma: manutenzione, progettazione e realizzazione strutture (paline e pensiline) delle fermate autobus urbane, extraurbano nord e parzialmente extraurbano sud; realizzazione, su incarico del comune di Cavarzere, del terminal del trasporto pubblico in centro e del deposito in periferia.
- Settore navigazione: manutenzione e realizzazione dei pontili d'approdo.
- Settore tranviario: realizzazione della tranvia di Venezia.

|  |  |  |